# Киришима (линеен крайцер, 1913)
Киришима (на японски: 霧島) е линеен крайцер на Императорските ВМС на Япония от типа „Конго“.

## История на създаването
„Киришима“ е заложен на 17 март 1912 г., спуснат на вода на 1 декември 1913 г., влиза в строй през април 1915 г.

## История на службата
След влизането си в строй влиза в състава на Втори флот. В периода 1927 – 30 и 1935 – 36 г. преминава две модернизации, в резултат на които на кораба са добавени над 400 тона броня, напълно е изменена кърмата и е увеличено зенитното въоръжение. След модернизацията „Киришима“ е прекласифициран в линкор.
Влиза в състава на Ударното авионосно съединение при нападението над Пърл Харбър. В периода януари-февруари 1942 г. влиза в състава на прикритието на самолетоносачите в хода на операциите в южните морета. В периода март-април 1942 г. участва в рейда в Индийския океан. От август 1942 г. действа в района на Гуадалканал. В нощния бой от 13 ноември 1942 г. поврежда американските тежки крайцери „Портланд“ (USS Portland (CA-33)) и „Сан Франциско“ (USS San Francisco (CA-38)), но сам почти не получава щети.
В нощта на 14 ноември 1942 г., в хода на поредния рейд към Гуадалканал, „Киришима“, като флагман на японското (сили за прикритие на конвоя, доставящ към мястото на десанта големи сухопътни съединения на японците) съединение влиза в артилерийски дуел с американските линкори „Саут Дакота“ (USS South Dakota (BB-57)) и „Вашингтон“ (USS Washington (BB-56)), преграждайки с огромния си корпус тесния пролив, така съсредоточавайки върху себе си основния огън. „Киришима“ нанася на „Саут Дакота“ повреди (попадение от 1 снаряд, който пронизва двете страни на комингса на люка и детонира при удара в барбета. Пробойна в горната палуба е с размери 0,914×3,048 м. Повредени са кожусите на централното и дясното 16-дюймови оръдия на кула на главния калибър № 3. Унищожени са водо- и газоотразяващите ограждения на 30 фута около барбета. Главната бронепалуба отразява всички осколки. Десният катапулт и няколко 20-мм автомата са повредени), но самият той е тежко повреден от огъня на линкора „Вашингтон“, който се промъква незабелязано на близка дистанция (3 мили). В „Киришима“ попадат девет 406-мм и около 40 127-мм снаряда, корабът губи управление, разрушени са две кули на главния калибър, започват силни пожари. Сутринта на 15 ноември 1942 г. командирът заповядва да се напусне кораба, който потъва на 5 мили от остров Саво. Загиват 209 души. Спасени са 1025 матроса и 61 офицера. Японският конвой, плаващ към Гуадалканал, е разгромен на следващия ден от последователни атаки на американската авиация. „Саут Дакота“ след този бой е извън строя за 14 месеца, „Вашингтон“ – за 1,5 месеца.

## Откриване на останките
Потъналият линеен крайцер е открит през август 1992 г. в рамките на експедиция (под ръководството на океанолога и изследователя Робърт Балард), организирана от National Geographic, за откриване и изследване на корабите, загубени в хода на битката за Гуадалканал. Експедицията се базира на научноизследователския кораб Laney Chouest и е организирана във връзка с 50-летието от от битката за Гуадалканал. Обломките, открити при обследване с хидролокатор на морското дъно в района на потъването, не са детайлно изследвани (към тях е направено само едно потапяне с обитаем дълбоководен апарат). Потъналият съд се намира (9°5’9"N 159°42’3"E) на разстояние около 13 километра от остров Саво (Соломоново море) на дълбочина около 1200 метра и лежи на дъното с кила нагоре. Носовата част на корпуса, примерно до предната надстройка, напълно липсва (не е и открита), неголяма част от кърмовата част също е изгубена. Котвената верига е завита около кърмата. Кадри с обломките на потъналия линеен крайцер „Киришима“ може да се видят в документалния филм The Lost Fleet of Guadalcanal (National Geographic, 1993 г.).
През януари 2019 г. обломките на линейния крайцер „Киришима“ са изследвани от експедиция, базирана на научноизследователския кораб Petrel (експедицията се финансира от фонда на Пол Алън и на протежение няколко години се занимава с откриването и обследването на корабите, потънали в хода на Втората световна война на Тихоокеанския театър). В резултат на проучването, в частност, са открити многобройни повреди по корпуса на кораба, причинени от артилерийския огън на американските кораби (някои от попаденията на 16 дюймовите снаряди пробиват корпуса му проходно без детонация).
На разстояние около 7,5 км от обломките на „Киришима“ се намират останките на друг, еднотипен с него, линеен крайцер – „Хией“, който потъва ден по-рано (на 14 ноември 1942 г.) в същия район.

## Коментари
1. ↑  Всички данни се привеждат към декември 1941 г.
2. ↑  „Мъглив остров“. Наречен в чест на планината на остров Кюшу, префектури Кагошима и Миядзаки. Виж Апалков Ю. В. С. 94.